# Ctenomys brasiliensis
Ctenomys brasiliensis é uma espécie de mamífero da família Ctenomyidae. Tradicionalmente a localização-tipo é apontada como sendo em Minas Gerais, Brasil, entretanto, um estudo demonstrou que a verdadeira localização é em Minas, no departamento de Lavalleja, Uruguai.